# Glena umatillaria
Glena umatillaria là một loài bướm đêm trong họ Geometridae.